# Bracodoryctes tergalis
Bracodoryctes tergalis (лат.) — вид паразитических наездников из семейства Braconidae. Эндемик острова Новая Гвинея.

## Описание
Длина самки 7,5 мм. От близких видов отличается укороченным первым тергитом брюшка и чёрным цветом ног. Основная окраска тела красновато-коричневая (грудь) и чёрная (усики, голова, ноги и брюшко). Усики самки тонкие, нитевидые, 42-члениковые. Нижнечелюстные щупики состоят из 6 члеников, а нижнегубные — из 4. Форма головы субкубическая, затылочные кили отсутствуют. Скапус усиков широкий и плоский. Первый тергит брюшка широкий, не стебельчатый. Суббазальная ячейка переднего крыла короткая, базальная ячейка узкая, почти в 0,5 раз длиннее заднего крыла. Дискоидальная ячейка крыла стебельчатая. Вид был впервые описан в 2000 году российским гименоптерологом Сергеем Белокобыльским (ЗИН РАН, Санкт-Петербург) и английским энтомологом Дональдом Куике (Лондон) вместе с видами Antidoryctes pronotalis, Chelonodoryctes inopinatus, Afrospathius dispar, Hemispathius polystenoides, Bracodoryctes longitarsus, Bracodoryctes nigriceps, Bracodoryctes curvinervis, и Synspilus nitidus.